# Neuquenornis
Neuquenornis is een geslacht van uitgestorven enantiornithe vogels uit het Laat-Krijt van het huidige Patagonië, Argentinië. De typesoort is de enige bekende soort van het geslacht Neuquenornis. 

## Naamgeving
Het fossiel werd in 1988 gevonden in de Santonien Bajo de la Carpa-formatie, daterend van ongeveer 85-83 miljoen jaar geleden. Het werd opgegraven door Jorge Calvo.
De typesoort Neuquenornis volans werd beschreven door Luis Maria Chiappe en Calvo in 1994. Het werd ook vermeld in eerdere artikelen door Chiappe, maar alleen aangegeven met het catalogusnummer. De geslachtsnaam verbindt een verwijzing naar Neuquen met het Grieks ornis, 'vogel'. De soortaanduiding betekent 'vliegend' in het Latijn. Dit beklemtoont dat de vondst de hypothese van Cyril Walker uit 1981 weerlegt dat de Enantiornithes een beperkt vermogen tot vliegen zouden hebben gehad.
Het fossiel van het holotype is gecatalogiseerd als MUCPv-142. Het bevindt zich in de collectie van het Museo de Ciencias Naturales, Universidad Nacional del Comahue, Neuquen, Argentinië. Het bestaat uit een gedeeltelijk skelet met de achterkant van de schedel, platgedrukt op een steenplaat. De meeste botten liggen niet in verband. Het vertegenwoordigt nog steeds een van de meest volledige enantiornithe skeletten die uit het Laat-Krijt bekend zijn.

## Beschrijving
Dit was een forse vogel voor zijn tijd, met een tarsometatarsus van 46,8 millimeter lang. Informele schattingen suggereren dat hij bijna dertig centimeter lang was, exclusief de staart. Chiappe vergeleek de grootte met een valk.
Een moderne beschrijving ontbreekt. De tarsometatarsus was relatief smal. De achterste trochanter van het dijbeen is groot en vleugelvormig. De buitenste onderrand van het dijbeen steekt niet ver naar achteren. Het vorkbeen is plaatvormig. Het tweede en derde middenhandsbeentje zijn ongeveer even groot. De rompwervels hebben slechts ondiepe zijgroeven. Al deze eigenschappen zijn later ook bij verwanten aangetroffen.
Het vermogen tot vliegen wordt aangetoond door de krachtige vleugels, vooral de ellepijp, en de forse kiel op het borstbeen, ontspruitend aan de voorrand. De schoudergordel heeft een foramen tríosseum waardoor een pees liep die de vleugel hief. Het eerste middenhandsbeen of alula, heeft een afgeronde rand. De hersenpan is sterk vergroeid. Het achterhoofdsgat is groot.

## Fylogenie
Chiappe en Calvo (1994) plaatsten Neuquenornis volans in de familie Avisauridae, in de buurt van Avisaurus in de Enantiornithiformes. Een meer recente, niet-gepubliceerde, niet-gereviewde analyse die veel nieuw beschreven Enantiornithes omvat, vindt het dichter bij Concornis en Cathayornis (of Sinornis).
In 1994 toonde Neuquenornis veel kenmerken die nooit eerder tezamen in één skelet van de Enantiornithes waren aangetroffen en bewees daarmee dat dit een natuurlijke groep was.

## Levenswijze
Aan deze vogel is een broedkolonie toegeschreven, waaruit blijkt dat hij megapode-achtig eierbegraafgedrag vertoont, waarbij dus de eieren door de hitte van rottend plantenmateriaal werden uitgebroed.
De voet was grijpend door een naar achteren geplaatste eerste teen, wat het mogelijk maakte op takken te slapen.